# Kolimátor

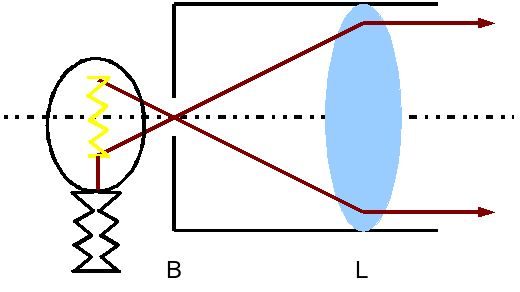
Náčrtek optického kolimátoru se žárovkou, clonou (B) a spojnou čočkou (L)

Kolimátor je zařízení vytvářející z původně různoběžných paprsků záření úzký rovnoběžný svazek.
Optické kolimátory se skládají obvykle ze soustavy zrcadel nebo čoček. Soustřeďují světlo do přesně směrového svazku, který neztrácí intenzitu ani na velké vzdálenosti. Kolimátory se v tomto smyslu používají pro měření, kalibraci jiných optických zařízení a jako zaměřovače zbraní (viz kolimátor jako zaměřovač).
Pro jinou než optickou oblast elektromagnetického záření a její okolí se kolimátor obvykle skládá ze soustavy clon, která umožní průchod jen úzkého svazku částic a ostatní odstíní.
Kolimátor se využívá u laserových technologií. Z laserového zdroje vychází rozptýlené záření a kolimátoru se užívá k usměrnění tohoto záření aby bylo možné toto záření použít. Kolimátor v souvislosti s laserem je spojený s optickým izolátorem kvůli zpětné reflexi laserového paprsku. Při průmyslovém použití laseru za kolimátorem (ve směru průběhu záření) následuje optická soustava pro usměrnění a zaostření paprsku.

## Rozdělení kolimátorů
Kolimátory se rozdělují podle tvaru, energií, pro které mohou být použity a podle prostorové rozlišovací schopnosti a citlivosti kolimátoru (dány tloušťkou kolimátoru, hustotou otvorů, tloušťkou přepážek).

### Podle tvaru
- Mnohootvorový kolimátor s paralelními otvory – kolimátor s řádově tisícovým množstvím otvorů, které jsou v rovnoběžné ose s detektorem. Obraz objektu má tak stejnou velikost. Tento typ kolimátoru se užívá nejčastěji.
- Kolimátor divergentní – kolimátor s otvory rozbíhajícími se ke zdroji záření. Umožňuje tím získat větší obraz než je plocha krystalu, ale s menší citlivostí i prostorovým rozlišením (zabere větší plochu než je plocha detektoru).
- Kolimátor konvergentní – kolimátor s otvory sbíhajícími se ke zdroji záření. Tím se získává zvětšený obraz malého orgánu se zvýšenou citlivostí i prostorovým rozlišením (rozprostře malou plochu objektu na větší plochu detektoru).pinhole

pinhole

- Jednootvorový kolimátor typu pinhole – nálevkovitý kolimátor s otvorem o průměru 3–5 mm. Poskytuje zvětšený obraz s nejvyšším polohovým rozlišením, ale nízkou citlivostí (prodlužuje dobu vyšetření). Je určen ke sledování velmi malých orgánů (např. štítné žlázy, varlat).
- Kolimátor typu fan beam[2]– tento typ má ohnisko v transverzálním směru a přitom je paralelní v axiálním směru. Díky tomu má až o 50 % vyšší prostorové rozlišení než paralelní typ. Užití má v tomografickém snímání mozku.

### Podle energií
- pro zářiče nízkých energií do 160 keV (např. 99mTc, 201Tl, 123I)
- pro zářiče středních energií do 300 keV (např. 111In, 67Ga)
- pro zářiče vysokých energií do 400 keV (např. 131I, 18F)

Toto rozdělení je důležité pro tloušťku přepážek kolimátoru. Pokud by byl použit zářič vysoké energie na kolimátor pro nízkou energii, přepážky by propouštěly některé fotony a ty by působily rozmazanost celkového obrazu.